# ミルフォード (ニューハンプシャー州)
ミルフォード （英: Milford）は、アメリカ合衆国ニューハンプシャー州のヒルズボロ郡にある町。人口1万6376人（2022年推計）。スーヒガン川沿いにある。非公式だがスーヒガン・バレーと呼ばれる6つの町がある地域では小売業と製造業の中心になっている。町の中心は国勢調査指定地域である。ニューハンプシャー州道13号線と同101号線代替路の交差点に位置している。

## 歴史
ミルフォードの町は1794年に隣接するアマースト町から分離した。アメリカ合衆国国内でミルフォードと名付けられている町の多くと同様に、その名前は川の浅瀬（フォード）の傍に建てられた工場（ミル）の周辺に町が成長したという事実から来ており、ここの場合はスーヒガン川の浅瀬だった。
ミルフォードにはかつて多くの花崗岩石切り場があり、ワシントンD.C.のアメリカ合衆国財務省ビルの柱に使われた石が名高い。その柱は現在の10ドル紙幣に見ることができる。町は「花崗岩の町」というニックネームがあるが、2007年時点では小さな石切り場1か所が操業しているだけである。
ニューイングランドの川傍にある多くの町と同様、ミルフォードには19世紀に繁盛した繊維工場が幾つかあった。第二次世界大戦までに繊維産業はニューイングランドを出て行ったが、ミルフォードは周辺町の中で商業と小売業の中心であり続けている。大手雇用主には、鋳物製造業のヒッチナー・マニュファクチャリング会社、金属ケーブル製造のヘンドリックス・ワイヤ・アンド・ケーブル Inc. および委託製造業者サートロニクス・コーポレーションがある。
ミルフォードにはミルフォード州立魚類孵化場がある。また、現在は破産してなくなった劇場のアメリカン・ステージ・フェスティバルがあった場所に建てられたスーヒガン・バレー少年少女クラブもある。
ミルフォードは逃亡奴隷のための地下鉄道 (秘密結社)では停車駅になっていた。1859年に半自伝的小説『Our Nig: 自由黒人の生活からのスケッチ』を著したハリエット・E・ウィルソンの故郷でもある。この小説は国内で出版された最初のアフリカ系アメリカ人による小説となった。
ミルフォード・オーバルは公式にはユニオン・スクエアと命名されており、形は正方形でも楕円形でもなく、三角形である。アメリカ英語における「スクエア」は形に関わらず町の共有広場を表示するものであり、また「オーバル」は19世紀から形が楕円形の場合に使われた。このオーバルは町の中心であり、その中心にピルズベリーの野外ステージがあり、背景にスーヒガン川がある。このオーバルは州道13号線と同101号線代替路の交差点にできたロータリーを修正して作られており、北行きの13号線と東行きの101号線代替路が直角に交差し、州道13号線の方に停止信号がある。オーバルは長年3本の一方通行路が交差する3か所を合わせて扱われるように造られており、オーバルに入る車が左折する車に対して優先権があるという一種異常な配置になっていた。この扱いが1980年代に逆転され、既にオーバルに入っておる車がオーバルに入って来る車に対して優先権があるという、通常のロータリーのルールに従うようになった。

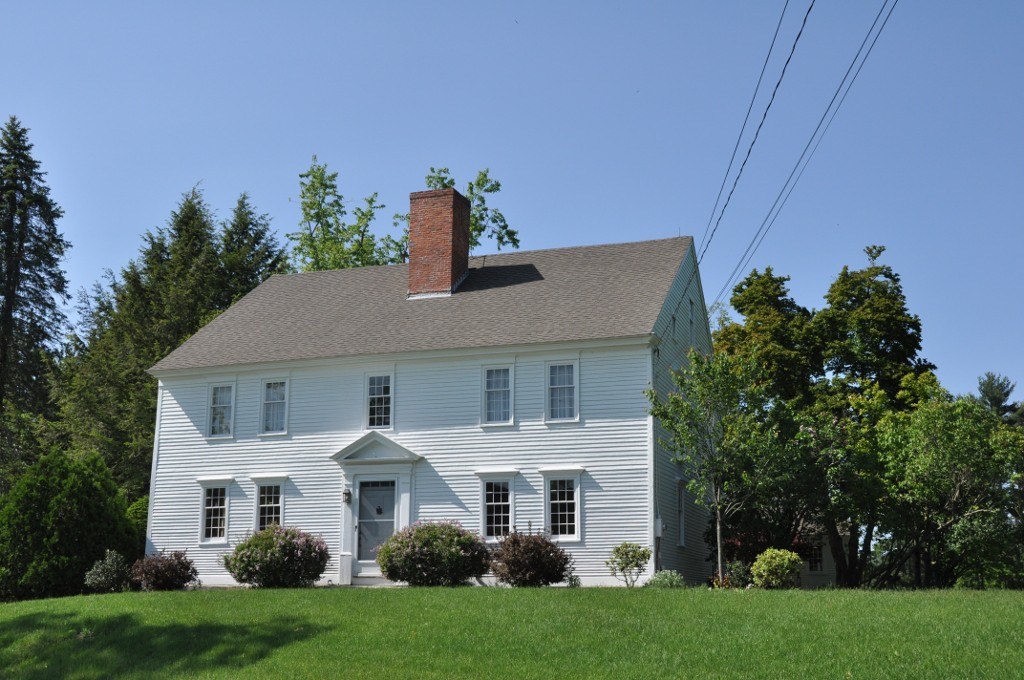
ウィリアム・ピーボディ邸
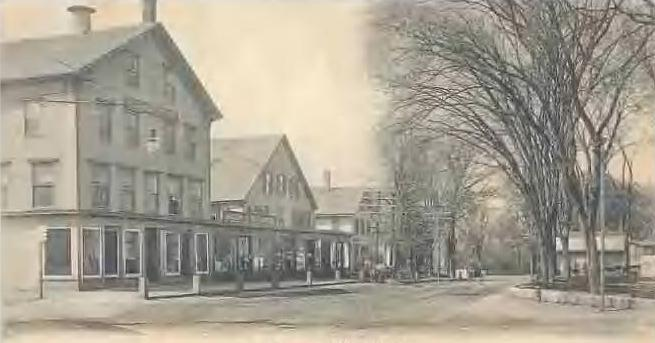
ユニオン・スクエア、1905年頃
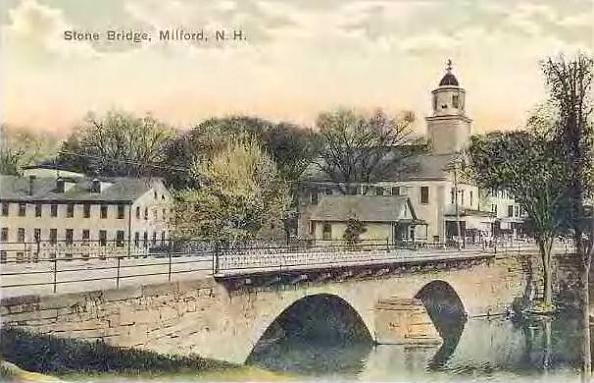
ストーン・ブリッジ、1905年頃
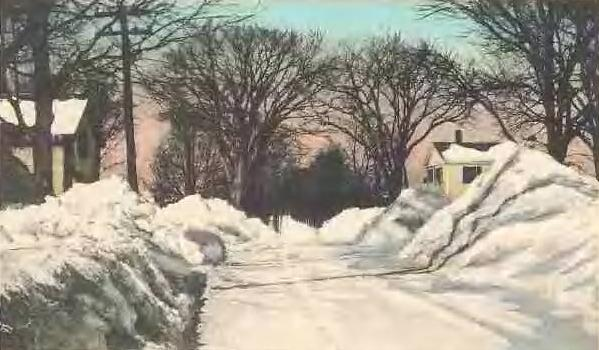
エルム通り、1915年頃
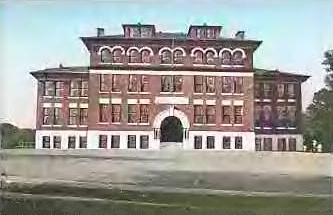
ベイルズ高校、1905年頃

## 地理
アメリカ合衆国国勢調査局に拠れば、町域全面積は25.3平方マイル (66 km2)であり、このうち陸地25.2平方マイル (65 km2)、水域は0.1平方マイル (0.26 km2)で水域率は0.24%である。町内にはスーヒガン川が流れている。町内最高地点は標高814フィート (248 m) のボイントンヒル頂部であり、町の西境界にある。
町の中心の国勢調査指定地域として定義されている地域の全面積は5.7平方マイル (15 km2)であり、このうち水域は0.04平方マイル (0.26 km2)で水域率は0.52% である。
ミルフォードの北はリンデボロとモントバーノン各町、東はアマースト町、南東はホリス町、南はブルックライン町、南西はメイソン町、西はウィルトン町と接している。

## 人口動態
以下は2000年の国勢調査による人口統計データである。
| 基礎データ - 人口: 13,575 人 - 世帯数: 5,201 世帯 - 家族数: 3,547 家族 - 人口密度: 207.1人/km2（536.5 人/mi2） - 住居数: 5,316 軒 - 住居密度: 81.4軒/km2（210.7 軒/mi2） 人種別人口構成 - 白人: 96.76% - アフリカン・アメリカン: 0.90% - ネイティブ・アメリカン: 0.14% - アジア人: 0.92% - 太平洋諸島系: 0.01% - その他の人種: 0.21% - 混血: 1.06% - ヒスパニック・ラテン系: 1.17% | 年齢別人口構成 - 18歳未満: 27.7% - 18-24歳: 6.6% - 25-44歳: 34.5% - 45-64歳: 21.5% - 65歳以上: 9.6% - 年齢の中央値: 35歳 - 性比（女性100人あたり男性の人口） - 総人口: 96.4 - 18歳以上: 92.0 世帯と家族（対世帯数） - 18歳未満の子供がいる: 37.3% - 結婚・同居している夫婦: 54.8% - 未婚・離婚・死別女性が世帯主: 9.8% - 非家族世帯: 31.8% - 単身世帯: 25.1% - 65歳以上の老人1人暮らし: 7.8% - 平均構成人数 - 世帯: 2.58人 - 家族: 3.11人 | 収入と家計 - 収入の中央値 - 世帯: 52,343米ドル - 家族: 61,682米ドル - 性別 - 男性: 42,244米ドル - 女性: 28,220米ドル - 人口1人あたり収入: 24,425米ドル - 貧困線以下 - 対人口: 5.2% - 対家族数: 3.1% - 18歳未満: 6.0% - 65歳以上: 8.0% |

### 町の中心部
以下は、ミルフォードの中心部、国勢調査指定地域の2000年の国勢調査による人口統計データである。
| 基礎データ - 人口: 8,293 人 - 世帯数: 3,379 世帯 - 家族数: 2,098 家族 - 人口密度: 559.8人/km2（1,450.3 人/mi2） - 住居数: 3,463 軒 - 住居密度: 233.8軒/km2（605.6 軒/mi2） 人種別人口構成 - 白人: 96.49% - アフリカン・アメリカン: 0.99% - ネイティブ・アメリカン: 0.10% - アジア人: 1.01% - 太平洋諸島系: 0.01% - その他の人種: 0.14% - 混血: 1.25% - ヒスパニック・ラテン系: 1.06% | 年齢別人口構成 - 18歳未満: 26.0% - 18-24歳: 7.4% - 25-44歳: 34.2% - 45-64歳: 20.8% - 65歳以上: 11.5% - 年齢の中央値: 35歳 - 性比（女性100人あたり男性の人口） - 総人口: 93.6 - 18歳以上: 89.2 世帯と家族（対世帯数） - 18歳未満の子供がいる: 33.7% - 結婚・同居している夫婦: 47.9% - 未婚・離婚・死別女性が世帯主: 10.4% - 非家族世帯: 37.9% - 単身世帯: 30.3% - 65歳以上の老人1人暮らし: 9.9% - 平均構成人数 - 世帯: 2.42人 - 家族: 3.05人 | 収入と家計 - 収入の中央値 - 世帯: 48,716米ドル - 家族: 57,933米ドル - 性別 - 男性: 40,412米ドル - 女性: 27,126米ドル - 人口1人あたり収入: 24,025米ドル - 貧困線以下 - 対人口: 5.2% - 対家族数: 3.3% - 18歳未満: 4.3% - 65歳以上: 9.8% |